# Cinema colonial
El cinema colonial és el nom donat a la producció cinematogràfica realitzada per una potència colonial. S'entén per aquest terme un gènere cinematogràfic on es barregen entreteniment, interès científic i propaganda. Tot i que sovint se sol parlar del colonialisme i els productes culturals que en deriven com un fenomen occidental, d'altres estats com l'Imperi Japonès produïren cinema colonial. Aquestes pel·lícules generalment idealitzaven la vida a les colònies posant èmfasi en la idea de modernització que la potència colonial hi realitzava. Les realitzacions localitzades en espais colonials típicament representaven aquestes regions de l'imperi com a refugis per a persones que escapaven de la vida a la metròpoli. Com a resultat, els films colonials freqüentment evitaven representar la realitat de la vida en aquests països. La representació dels nadius, els llocs que habitaven i les seves costums tendia a la fantasia escapista, quan no eren obertament racistes. Avui en dia, des d'una perspectiva postcolonial, el cinema produït pels imperis colonials es conserva com una font important per comprendre la mentalitat i la ideologia imperialista i colonialista.

## Cinema del colonialisme francès

Indoxina francesa entre 1900 i 1945.

En el cas de França, la producció de cinema colonial representava entre el 5% i el 6,5% de la indústria cinematogràfica del país entre la Primera Guerra Mundial i la Segona. En paraules del crític David Henry Slavin, "El cinema colonial ajudava a amagar la realitat que la civilització francesa imposava un estatus inferior a les dones i els pobles de color, un estatus que ressentien i que lluitaven per enderrocar."

## Cinema del colonialisme espanyol
Tot i que és un dels cinemes colonials europeus menys estudiats, recentment s'han dedicat un nombre d'estudis al cinema de propaganda espanyol a llocs com el Rif o els territoris que avui en dia conformen Guinea Equatorial. Entre altres temàtiques sobre les graviten el cinema de producció espanyola estan l'orientalisme (el "misteri" de la ciutat de Tànger) o el militarisme. La major part d'elles són documentals, els més rellevants dels quals són El barranco del Lobo, Campaña del Rif, Desembarco en Alhucemas, mentre que no hi ha gaires films de ficció. Entre aquests darrers es poden destacar La España trágica, La canción de Aicha, Harka, Raza i El misterio de Tánger.

### En francès
- Abdelghani Megherbi, Les Algériens au miroir du cinéma colonial, Alger, édition SNED, 1982, 280 p.
- Abdelkader Benali, Le cinéma colonial au Maghreb, Paris, Éditions du Cerf, février 1998, 371 p. (ISBN 2204061646)
- Pierre Boulanger, Le cinéma colonial de "l'Atlantide" à "Lawrence d'Arabie", Paris, Seghers, coll. «Cinéma 2000», 1975, 291 p.
- Moulay Driss Jaïdi, Le cinéma colonial: histoire du cinéma au Maroc, 2001, 254 p. (ISBN 9981960446)
- Francis Ramirez et Christian Rolot, Histoire du cinéma colonial au Zaïre, au Rwanda et au Burundi, Bruxelles, Musée royal de l'Afrique centrale, 1985, 527 p.

### En anglès
- Baskett, Michael (2008). The Attractive Empire: Transnational Film Culture in Imperial Japan. Honolulu: University of Hawai'i Press. ISBN 978-0-8248-3223-0.
- Slavin, David Henry, Colonial cinema and imperial France, 1919-1939: white blind spots, male fantasies, settler myths, Baltimore: Johns Hopkins University Press, 2001.

### En castellà
- Alberto Elena, La llamada de África: Estudios sobre el cine colonial español. Edicions Bellaterra, col. Alborán, 2010, 360 p. ISBN 978-84-7290-502-3